# هدلی رابینسون
هدلی رابینسون (انگلیسی: Hadley Robinson؛ زادهٔ ۵ دسامبر ۱۹۹۵) بازیگر اهل ایالات متحده آمریکا است. از نقش‌آفرینی‌های او می‌توان به فیلم پرفروش زنان کوچک (۲۰۱۹) در نقش سالی گاردینر موفات، مجموعهٔ تلویزیونی آرمان‌شهر (۲۰۲۰) در نقش‌های دوره‌ای شارلوت و لیلی و فیلم موکسی (۲۰۲۱) در نقش اصلی ویوین اشاره کرد. او همچنین نقش جینی باس را در سریال شبکهٔ اچ‌بی‌او با عنوان زمان پیروزی: خیزش دودمان لیکرز ایفا کرده است. در سال ۲۰۲۳، رابینسون در فیلم پسران قایق‌سوار به کارگردانی جرج کلونی در نقش جویس سیمدارس ظاهر شد.

## اوایل زندگی و تحصیلات
رابینسون در شهر نیویورک زاده شد و در ایالت ورمانت در ایالات متحده آمریکا رشد یافت. او مدتی را نیز در خارج از کشور، در انگلستان و سوئیس زندگی کرد؛ جایی که فعالیت بازیگری را آغاز کرد. تحصیلات رسمی او در رشتهٔ تئاتر، ابتدا در آکادمی هنرهای اینترلوکن در میشیگان و سپس در مدرسه جولیارد انجام شد. نخستین نقش‌آفرینی‌های تصویری رابینسون در فیلم‌های کوتاهی بود که توسط دانشجویان در اینترلوکن کارگردانی شده بودند.